# Vanuatubasis
Vanuatubasis – rodzaj ważek z rodziny łątkowatych (Coenagrionidae). Obejmuje gatunki będące endemitami Vanuatu.
Do rodzaju należą następujące gatunki:
- Vanuatubasis bidens (Kimmins, 1958)
- Vanuatubasis discontinua Saxton, Marinov & Bybee, 2022
- Vanuatubasis evelynae Saxton, Marinov & Bybee, 2022
- Vanuatubasis insularivorum Saxton, Marinov & Bybee, 2022
- Vanuatubasis kapularum Saxton, Marinov & Bybee, 2022
- Vanuatubasis malekulana (Kimmins, 1936)
- Vanuatubasis nunggoli Saxton, Marinov & Bybee, 2022
- Vanuatubasis rhomboides Saxton, Marinov & Bybee, 2022
- Vanuatubasis santoensis Ober & Staniczek, 2009
- Vanuatubasis xanthochroa Saxton, Marinov & Bybee, 2022